# Dilatris
Dilatris là một chi thực vật có hoa trong họ Haemodoraceae, được mô tả lần đầu năm 1767.
Chi này là đặc hữu tỉnh Western Cape ở Nam Phi.

## Các loài
- Dilatris corymbosa P.J.Bergius
- Dilatris ixioides Lam.
- Dilatris pillansii W.F.Barker
- Dilatris viscosa L.f.